# Cmentarz żydowski w Brójcach
Cmentarz żydowski w Brójcach – założony w połowie XIX wieku. Położony jest w lesie przy drodze do Starego Dworu. Graniczy z cmentarzem komunalnym, zachowało się jedynie kilka macew.